# فوازير مين.. وين
فوازير مين..وين(هي فوازير رمضانية سورية) من تأليف وتمثيل أيمن رضا وباسم ياخور بمشاركة نورمان أسعد عرضت في رمضان عام 1998

## نبذة عن العمل
تتناول موضوع المهن التراثية والمدن العربية. ففي كل حلقة مهنة تراثية بدأت بالانقراض يســـلط علـــيها الضوء، وتقدم «الحــزورة» عن اسم المهنة وأيضاً تتـــناول مديـــنة عربية نتعرف إليها من خلال مشهدين كوميديين لفتاة اسمها «نورا» تعمل في مكتب للسياحة ولديها جاران شابان «طلحت ونجيب» يحاولان ملاحقتها وهي تتهرب منهما بإعطاء معلومات مغلوطة عن المديـــنة التي تريد السفر إليها، وقدمت ضمن استعراضات راقصة متميزة ومبتكرة.

### الخلاف بين أيمن رضا ونورمان اسعد
بعد إصرار الجهة المنتجة للعمل وهي شركة الشام الدولية للإنتاج السينمائي والتلفزيوني ومديرها الفنان أيمن زيدان على دخول وجه نسائي وهي نورمان اسعد وتفصيل خمسة عشر حلقة خاصة لها كما تم إدخال اللوحات ببعضها عبر مونتاج خاص صرح أيمن رضا بان الفكرة فشلت وان العمل وصل إلى صيغة سيئة ومختلفة تماما عن المشروع الذي انطلقا به مؤلفا وارادتهم تأكيد صيغة «الفوازير الرجالية» دون وجود فتيات لكي يتيح تمرير مسحة فنية أعلى بكثير لأن المشاهد هنا سيتعاطى مع الفوازير من خلال ابتعاده عن الاهتمام بالطريقة المعتادة في مراقبة تسريحة الممثلة وفساتينها المتبدلة إلى ما لا نهاية، ووصفهما للعمل بالفشل جراء العبث بصيغة المشروع واقحام فتاة ما كان يجب ان تكون موجودة فيه ومازاد الامر سوءا هو اصرار نورمان اسعد على الضرب بآرائهما عرض الحائط رغم انهما أصحاب هذا المشروع الفني وبذلك أصبح كل واحد منا في واد. لكن نورمان لم تفهم الهدف الأساسي من الفوازير وأصرت على ان تغني بصوتها وترقص وبصراحة أكثر أصرت على ان تخرج فوازيرها أحلى من فوازيرنا وهذا شيء يؤدي بالضرورة لأن تفشل هذه الفوازير لأن العمل جماعي، كما ان سعي فرد في المجموعة ليكون الأجمل فيها دمر جهد الآخرين.

## طاقم العمل

### الأبطال
- نورمان أسعد بدور (نورا)
- باسم ياخور بدور (طلحت)
- أيمن رضا بدور (نجيب)

### ضيوف الحلقات
- حسام تحسين بيك
- نزار أبو حجر
- رولا ذيبان
- محمد خاوندي
- صبحي الرفاعي
- لينا كرم
- الإستعراضات (فرقة جلنار)
- فريد أبو دراع (مكياج)
- فيصل الزعبي (مخرج المشاهد الخارجية)